# Домнина из Терни
Домнина (умерла в 269 году) — святая мученица из Терни. День памяти — 14 апреля.
По преданию, святая Домнина пострадала в Терни (лат. Interamna Nahars) вместе с десятью иными девами, посвятившими себя Богу в середине III века, в то же самое время, когда был убит святой Валентин, епископ Терни.
Согласно Людовико Якобилли (Ludovico Jacobilli), кончина святой Домнины могла иметь место позже, в VI веке, во времена правления Тотилы.